# لوسي هوبز تايلور
لوسي هوبز تايلور (بالإنجليزية: Lucy Hobbs Taylor)‏ هي طبيبة أسنان أمريكية، ولدت في 14 مارس 1833 في كونستيبل في الولايات المتحدة، وتوفيت في 3 أكتوبر 1910 في لورانس في الولايات المتحدة.

## وصلات خارجية
- لوسي هوبز تايلور على موقع الموسوعة البريطانية (الإنجليزية)